# Греко, Антонио
Анто́нио Гре́ко (исп. Antonio Greco, 17 сентября 1923 — дата смерти неизвестна) — боливийский футболист, защитник, участник чемпионата мира 1950 года.

## Карьера

### Клубная
Антонио Греко играл за клуб «Литораль» из столицы Боливии.

### В сборной
В составе сборной принимал участие в чемпионате мира 1950 года в Бразилии, провёл матч против Уругвая, в котором боливийцы уступили 0:8.